# Christliche Bayerische Volkspartei
Die Christliche Bayerische Volkspartei (Bayerische Patriotenbewegung) (Kurzbezeichnung: C.B.V.) war eine rechtsgerichtete Kleinpartei in Bayern. Gegründet wurde diese 1975 von einer Gruppe unzufriedener Mitglieder der Bayernpartei um Ludwig Volkholz, nachdem dieser bei der Wahl zum Landesvorsitzenden gescheitert war. Im Dezember 1988 gliederte sich die C.B.V. wieder in die Bayernpartei ein. Zwischen 1976 und 1987 nahm die C.B.V. an Wahlen teil. Sie erreichte jedoch nur 1978 und 1984 Mandate bei den Kommunalwahlen im Landkreis Cham.
Aufmerksamkeit erregte die Partei durch rassistische Aussagen in einem Wahlwerbespot zur Bundestagswahl 1987. Darin verlangte der Parteivorsitzende Volkholz unter anderem Waffenlieferungen an das südafrikanische Apartheidregime und forderte, dass das „ewige englische Negergebrülle in Rundfunk und Fernsehen“ aufhören und stattdessen „wieder gesundes Volkstum“ gefördert werden solle. Diese Passage wurde auch in Rudis Tagesshow parodiert.

## Wahlergebnisse
Die C.B.V. beteiligte sich an folgenden Bundestags-, Landtagswahlen und Europawahlen:
- Bundestagswahlen (Antritt jeweils nur in Bayern):
  - Bundestagswahl 1976 6720 Stimmen (0,02 %)
  - Bundestagswahl 1980 3946 Stimmen (0,01 %)
  - Bundestagswahl 1983 10.994 Stimmen (0,03 %)
  - Bundestagswahl 1987 5282 Stimmen (0,01 %)
- bayerische Landtagswahlen:
  - Landtagswahl in Bayern 1982 1196 Stimmen (0,0 %)
  - Landtagswahl in Bayern 1986 5565 Stimmen (0,0 %)
- Europawahl (bundesweit)
  - Europawahl 1979 45.311 Stimmen (0,2 %, unter dem Namen Christlich Bayerische Volkspartei C.B.V. – Liga der Volksparteien Europas)